# توم بوينس
توم بوينس (بالإنجليزية: Tom Bowens)‏ مواليد 7 يوليو 1940 في أوكولونا، هو لاعب كرة سلة أمريكي معتزل. بدأ مسيرته الاحترافية في سنة 1967. يبلغ طوله 6 قدم 8 بوصة (2.0 م). اعتزل اللعب في 1974. لعب مع دنفر ناغتس وبروكلين نتس.

## روابط خارجية
- توم بوينس على موقع سبورتس رفرنس (الإنجليزية)
- توم بوينس على موقع بروبوليرز (الإنجليزية)